# Cochití
Los cochitíes son una tribu india que forma parte del conjunto de indios pueblo —de lengua keresana y cultura pueblo— que viven en Nuevo México. Su lengua tenía unos 380 hablantes en 1990. 
Según datos del BIA de 1995, había 1175 personas apuntadas en el rol tribal, pero según el censo de 2000 había registrados 1049 individuos. El Pueblo de Cochití (condado de Sandoval, Nuevo México) tiene 50 000 acres (202,3 km²) y 507 habitantes, de los cuales el 95,27 % son amerindios y el 3,16 % hispanos.
35°36′32″N 106°21′1″O / 35.60889, -106.35028
- Datos: Q12156663